# Parque natural de Las Batuecas-Sierra de Francia
El parque natural de Las Batuecas-Sierra de Francia es un espacio natural protegido del oeste español y más concretamente de la esquina suroeste de la comarca de la Sierra de Francia, en la provincia de Salamanca, en Castilla y León, junto al límite con Extremadura.
Su declaración como parque natural se realizó el 11 de julio de 2000. Ocupa total o parcialmente 15 términos municipales: Monsagro, El Maíllo, Serradilla del Arroyo, La Alberca, El Cabaco, Nava de Francia, Mogarraz, Herguijuela de la Sierra, Monforte de la Sierra, Madroñal, Cepeda, Villanueva del Conde, Miranda del Castañar y Sotoserrano. San Martín del Castañar fue incluido el 18 de diciembre de 2008.
La gran biodiversidad del parque natural ha propiciado que sea designado reserva de la biosfera por la UNESCO así como también LIC y ZEPA dentro del proyecto Red Natura 2000.

## Descripción
Situado en el sur de la provincia de Salamanca y con una extensión de 32 300 ha, el parque natural forma parte de las estribaciones occidentales del Sistema Central. Sus cotas más altas se sitúan en el Pico Hastiala (1735 m) y en la cresta de la Peña de Francia, que con sus 1723 m domina el conjunto de la comarca.
El parque se establece en la divisoria de dos cuencas hidrográficas: los ríos Alagón, Francia y Batuecas vierten al Tajo, mientras que el Agadón pertenece al Duero.
La comarca de la Sierra de Francia, designada reserva de la biosfera por la UNESCO junto con la Sierra de Béjar y sus alrededores, es un territorio de sierra y monte marcado por la depresión por la que discurre el río Alagón. Dentro de esta geografía plena de rincones apartados e íntimos, se diferencia por su aislamiento y personalidad el valle de Las Batuecas, que cuenta con un monasterio de Carmelitas Descalzos. La Peña de Francia, aun no siendo el pico más alto del conjunto, es el más famoso de la zona, haciendo de frontera natural con el Valle del Agadón, cuya cabecera, en los términos municipales de Monsagro y Serradilla del Arroyo, también se incluye en este espacio.
Ha sido declarado también LIC y ZEPA dentro del proyecto Red Natura 2000 debido a su potencial contribución a restaurar el hábitat natural, incluyendo los ecosistemas y la biodiversidad de la fauna y flora silvestre. El parque natural ocupa una superficie de 32 300 ha, mientras que las zonas catalogadas como LIC y ZEPA tienen una extensión ligeramente menor, de 31 801,91 ha y 30 182,91 ha respectivamente.

## Ecosistemas

### Fauna
Entre las especies de mamíferos son habituales el tejón, cabra montesa, gato montés, meloncillo, garduña, desmán ibérico y nutria, además de corzo, ciervo y jabalí.
La cigüeña negra, joya ornítica del parque, tiene una pequeña colonia, pese a ello de un valor trascendental por su condición de puente entre las poblaciones existentes en el parque natural de Arribes del Duero y las que habitan en Extremadura. Además de ésta posee cucos, perdices, palomas torcaces, tórtolas, petirrojos, escribanos, mirlos, alcaudones, lavanderas, herrerillos y una larga lista de pobladores.

### Flora
Su importancia vegetal radica principalmente en la existencia de bosques galaico-portugueses de roble rebollo y roble carballo (en cuyo sotosbosque crecen acebos, serbales y arce menor) y los castaños, que constituyen una población de gran valor por su adaptación al clima de la zona pues sólo se encuentran en zonas bastante húmedas durante todo el año. Entre otros ecosistemas con los que cuenta se podrían destacar los brezales secos europeos y oromediterráneos endémicos con aliaga, las zonas subestépicas de gramíneas y anuales del Thero-Brachypodietea, encinares de Quercus ilex y Quercus rotundifolia, los bosques de Castanea sativa, los alcornocales de Quercus suber y los pinares mediterráneos de Pinus pinaster y Pinus sylvestris.
Además aparecen grandes áreas cultivadas de árboles frutales, viñedos y olivares, entre los que destacan por su extensión los cultivos de cerezo, base económica de muchos pueblos de la sierra.
En las cumbres más altas del parque natural la vegetación se adapta al clima de montaña, dominando el piorno y el erizón entre pastos pastoriles.
Es el único lugar de la región biogeográfica mediterránea española en la que se ha encontrado el briofito Bruchia vogesiaca.

## Conjuntos histórico-artísticos
La cultura y la arquitectura tradicional altamente conservadas en los municipios de la sierra han llevado a conseguir la declaración de conjunto histórico-artístico a varias villas de la comarca: Mogarraz, San Martín del Castañar, Sequeros, Villanueva del Conde, Miranda del Castañar y La Alberca.